# اورانیوم پنتافلورید
اورانیوم پنتافلورید (به انگلیسی: Uranium pentafluoride) با فرمول شیمیایی UF۵ یک ترکیب شیمیایی است؛ که جرم مولی آن ۳۳۳٫۰۲ g/mol می‌باشد.